# 데몬 각하

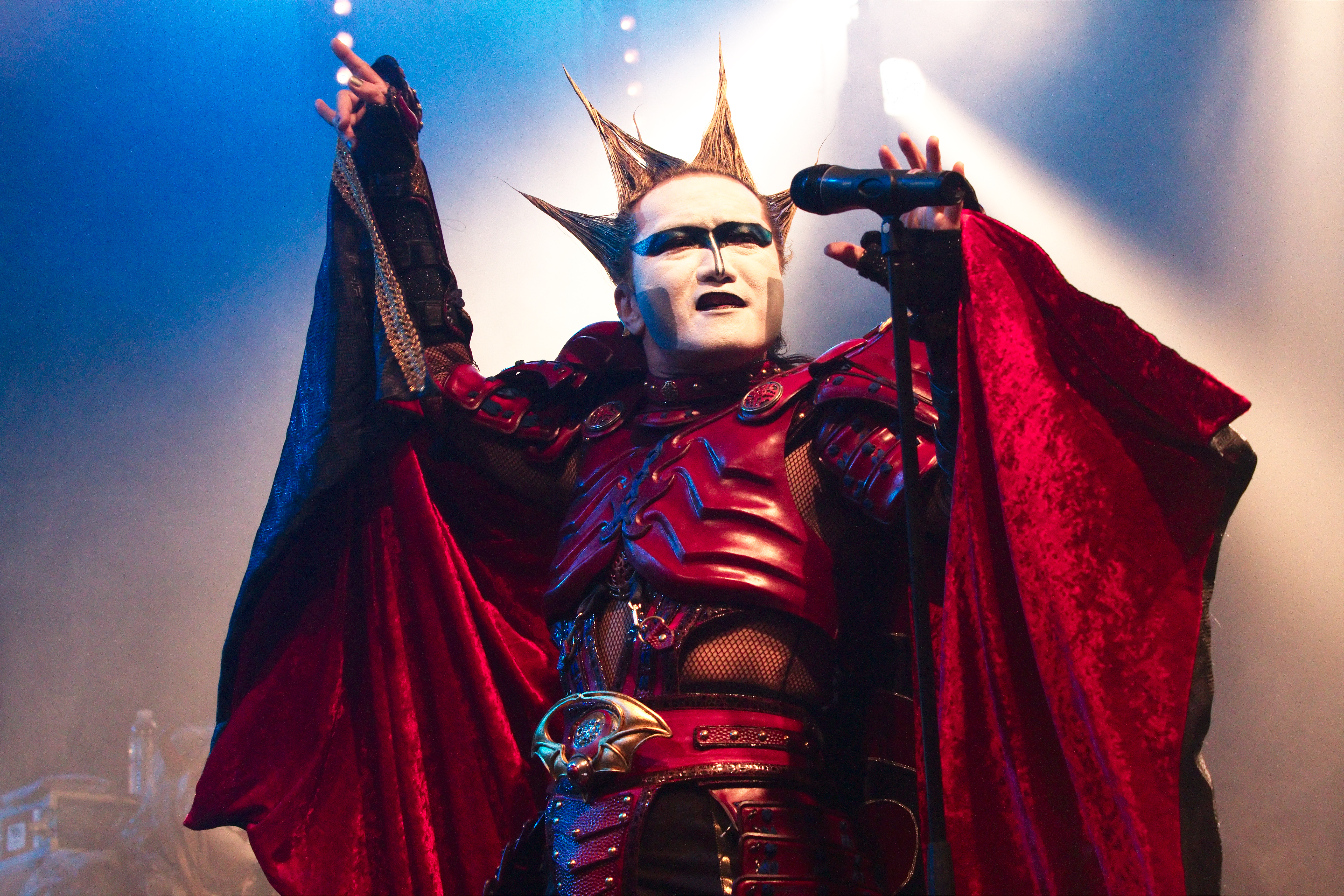
2010년, 파리에서 공연 중인 데몬 고구레 각하

데몬 각하(일본어: デーモン閣下 デーモンかっか[*], 1962년 11월 10일 -)는 일본의 가수이다. 본명은 고구레 다카시(小暮隆) 로, 본명의 성을 추가한 데몬 고구레 각하(デーモン小暮閣下) 명의로 장기간 활동한 탓에 이 이름이 더 알려져 있다. 고등학교 재학 중 코미디언으로 데뷔했으나 성공하지 못하고 가수로 전향하여 1982년에 세이키마 2(聖飢魔II, '세기말'의 일본어 발음을 비튼 이름이다)라는 그룹을 조직했고, 1999년에 해산하기까지 많은 인기를 얻었다. 스모 애호가로 유명하며, 도쿄 방송의 아나운서이자 기자인 고구레 유미코(ja)의 친동생이기도 하다.